# ルッパーツホーフェン (オストアルプ郡)
ルッパーツホーフェン (ドイツ語: Ruppertshofen) は、ドイツ連邦共和国バーデン＝ヴュルテンベルク州シュトゥットガルト行政管区のオストアルプ郡に属す町村（以下、本項では便宜上「町」と記述する）である。

## 地理

### 位置
ルッパーツホーフェンは、シュヴェービッシュ・グミュントの北約 15 km のフリッケンホーファー高地に位置する。町域自体にはかなりの高低差がある。主邑部は海抜 511 m に位置するが、グシュヴェンダー・ロート川の谷に位置する集落はこれよりもかなり低く、ヘーニヒは海抜 429 m、ビルケンローエは海抜 434 m である。

### 隣接する市町村
この町は、北はクシュヴェント、東はエシャッハ、南はテーファーロート、南西はドゥルランゲン、西はシュプライトバッハと境を接している。

### 自治体の構成
自治体としてのルッパーツホーフェンには、主邑のルッパーツホーフェンの他に、ビルケンローエ、ヘーニヒ、シュタインバッハ、トノルツブロンといった地区や多くの小集落、住宅地が属している。

### 土地利用
| 土地利用種別面積 | 農業用地 | 森林   | 住宅地 | 産業用地 | 交通用地 | 水域  | レジャー用地 | その他 |
| ---------------- | -------- | ------ | ------ | -------- | -------- | ----- | ------------ | ------ |
| 面積 (km2)       | 7.47     | 5.08   | 0.40   | 0.14     | 0.64     | 0.11  | 0.05         | 0.33   |
| 占有率           | 52.6 %   | 35.8 % | 2.8 %  | 1.0 %    | 4.5 %    | 0.7 % | 0.4 %        | 2.3 %  |

2015年現在の州統計局のデータに基づく。

## 歴史

### 18世紀まで
出土品はフリッケンホーファー高地には先史時代から時折人がおり、おそらくは住んでいたであろう事を示している。出土品の時代は紀元前15,000年にまで遡る。入植自体は、3世紀以後にやっと成功した。ローマ帝国との国境地帯に住んでいたアレマン人が、リーメスに逐われてこの地に移り住んだのである。
ルッパーツホーフェンとトノルツブロンの始まりは9世紀から10世紀である。しかし大きな入植の波は12世紀に訪れた。ルッパーツホーフェンはこの時代に小集落 (ドイツ語: Weiler) から村落 (ドイツ語: Dorf) に成長した。これはシュタウフェン家の家領の新設と関係している。この家領はフリードリヒ1世フォン・シュタウフェンが開発を始め、甥のフリードリヒ・バルバロッサが完成させた。農民たちは、耕作可能な土地に変えるために森や荒れ地に住み着いた。「自由な」、良い土壌の土地はすでに「所有」されていたため、入植者たちの多くはわずかばかりの、さほど肥沃でもない土地を目にしただけであった。これを受け容れた農民たちは、都市住民と同じように自由であった。彼らは土着の人々の中で暮らし、労働し、自由な土地を所有した。自由農民たちは Waibelhub を形成するために連帯した。その本部はルッパーツホーフェンに置かれた。14世紀の文書にはこの連合体が「die Waibelhube ob Gemünde」（ゲミュンデの高台の Waibelhube）あるいは「die Waibelhube die uf dem Walde ob Lorch gelegen ist」（ロルヒの高台の森にある Waibelhube）と書かれている。Waibelhub の施設は、ルッパーツホーフェンを強大化させ、トノルツブロンを凌ぐようになった。
商人の売買台帳では、ルッパーツホーフェンは1344年に初めて記述が現れる。15世紀のルッパーツホーフェンに関係する文献はもっぱら商品の所有権関係について記している。1609年春、災厄がルッパーツホーフェンを襲った。不注意から 30軒を焼く火災が発生した。1430年に最初の記録が遺る聖ニコラウスに献堂された礼拝堂も焼け落ちた。これらは早くも1610年に再建された。1635年にはペストで212人の住人が死亡した。1785年の人口調査の結果は以下のようであった: ルッパーツホーフェンには、リムプルク家に属す住民が 68人、ヴュルテンベルク家に属す住民が 60人住んでいた。現在のトノルツブロン地区では、43人のリムプルク住民、23人のヴュルテンベルク住民、1人のロルヒ住民であった。現在のヘーニヒ地区には 36人のリムブルク住民が住んでいた。

### 19世紀から20世紀
ルッパーツホーフェンの歴史は、修道院、シェンケン・フォン・リムプルク家やヴュルテンベルクの貴族家の間で繰り返される所領交換にしばしば翻弄された。帝国クライスの所属もこれによって変わった: リムプルクはフランケン帝国クライスであるが、ヴュルテンベルクはシュヴェービッシュ帝国クライスに属していたためである。1806年にルッパーツホーフェンのリムプルク部分が最終的にヴュルテンベルク領となり、シュルタイセライとしてオーバーアムト・グミュントに属した。1809年にはオーバーアムト・ガイルドルフに移管された。1938年にグミュント郡に編入された。さらに1973年の郡の再編によってオストアルプ郡の所属となった。

### 町域の分割・移管
1977年1月1日にヒンターリンタール、ヘーゲンロイテ、アイゲンホーフがシュプライトバッハに、ハーフェンタールがアルフドルフに移管された。

## 住民

### 人口推移
| 年   | 1790 | 1839  | 1852  | 1871  | 1900  | 1925  | 1950  | 1975  | 1990  | 1995  | 2000  | 2005  | 2010  | 2015  |
| 人口 | 700  | 1,117 | 1,173 | 1,121 | 1,143 | 1,045 | 1,351 | 1,290 | 1,412 | 1,689 | 1,871 | 1,871 | 1,833 | 1,823 |

### 宗教
ルッパーツホーフェンの教会関係は長年の間、平穏ではなく、複雑であった。ルッパーツホーフェンは初めテーファーロートの支教会であった。1679年頃にこの村はフリッケンホーフェン教区に属していた。三十年戦争でフリッケンホーフェンの教会は焼失し、再びテーファーロート教区に戻された（1634年から1650年）。その後、ルッパーツホーフェンのために2つの教会が成立した。1835年にルッパーツホーフェンはテーロートから分離され、完全にフリッケンホーフェンと結びついた。1892年になってやっと枢機卿会議は常設の教区への移行を認可した。当時ルッパーツホーフェンに住むカトリック信者はわずかであった。教会記録簿などにはほとんど現れてこない。ヘルマン・キスリングの書籍には『代理司祭フリードリヒ・レーヴェは1909年に「我々と近隣のシュプライトバッハやツィンマーバッハの教区教会との関係は、我々は彼らを無視し、彼らは我々を無視する関係、すなわち良い関係であります」と報告書に記している』と記述されている。
現在は、福音主義教会の他に新使徒派教会の組織もこの町にある。

## 行政

### 行政史
1806年から1809年までルッパーツホーフェンは Schultheißerei としてオーバーアムト・グミュントに属した。行政改革に伴ってルッパーツホーフェンは1809年にオーバーアムト・ガイルドルフに移管された。1938年にオーバーアムト・ガイルドルフは廃止され、ルッパーツホーフェンはシュヴェービッシュ・グミュント郡に編入された。1973年の郡の再編に伴って、この町はオストアルプ郡に属すこととなった。

### 行政連合
この町は1971年から、ムートランゲンに本部を置くシュヴェービッシャー・ヴァルト自治体行政連合に参加している。

### 町議会
この町の町議会は、住民の選挙で選出される11人の議員で構成されている。

### 首長
1919年まで町のトップは Schultheiß と呼ばれており、それ以後 Bürgermeister（町長）と呼ばれるようになった。
第二次世界大戦後の町長を列記する。
- 1945年 - 1948年: アルベルト・クンツ（選挙でなく委託による町長）
- 1948年 - 1983年: ヘルマン・メッツ
- 1983年 - 2007年: トーマス・デル
- 2007年 - : ペーター・キューンル

### 紋章
図柄: 青地に8本スポークの銀の鋤車。その上に左向き（向かって右向き）に配置された銀の大鎌の刃。
鋤車と大鎌の刃は、農業とルッパーツホーフェンのかつての自由な農民、この町が1525年のドイツ農民戦争に参加した事を示している。青と銀は、この町の歴史に結びついているシェンケン・フォン・リムプルク家の紋章の配色である。
町の旗の色は、白 - 青 である。
1930年の非紋章的な Schultheiß 役場の印章は、イニシャルの「R」と2つの小さな家を図柄としている。2つの家は明らかに町名の一部である「-hofen」（農場、農家）を表している。その後、アムトの印章にも盾型の輪郭内に家が描かれていた。このモチーフは発展することなく公式な紋章に採用されたのである。
1958年3月28日に町は、バーデン＝ヴュルテンベルク州内務省から現在の紋章と旗の認可を得た。

### 姉妹自治体
- ヴォルケンシュタイン（ドイツ語版、英語版）（ドイツ、ザクセン州）

ルッパーツホーフェンは1992年からザクセン州のゲーリングスヴァルデという町と姉妹自治体関係を結んでいた。ゲーリングスヴァルデは1999年1月1日にヴォルケンシュタイン市に編入され、この市が姉妹自治体関係を引き継いだ。

## 文化と見所

### 建造物

#### ニコラウス礼拝堂（ケッペレ）
聖ニコラウスに献堂されたニコラウス礼拝堂は、ルッパーツホーフェンの中心部に位置している。斜面に位置しており、低い重量感のある柱によって支えられている。この場所から、地元の方言では習慣的に「ケッペレ」という呼び名が生まれた。この礼拝堂の最初の記録は1480年と1507年になされており、礼拝堂建設の年代は中世初期（1500年以前）とされている。

#### シュテファヌス教会
最も古い部分は塔で、おそらく14世紀の半ばに建設された。これに長堂として木造建築が増築された。この教会が現在の姿になったのは1500年頃である。元々ロマネスク様式で建設された教会は、後期ゴシック様式に改築された。1997年から2003年にこの教会は徹底的な修復が行われた。
- ルッパーツホーフェンのニコラウス礼拝堂
- トノルツブロンのシュテファヌス教会

### 自然文化財

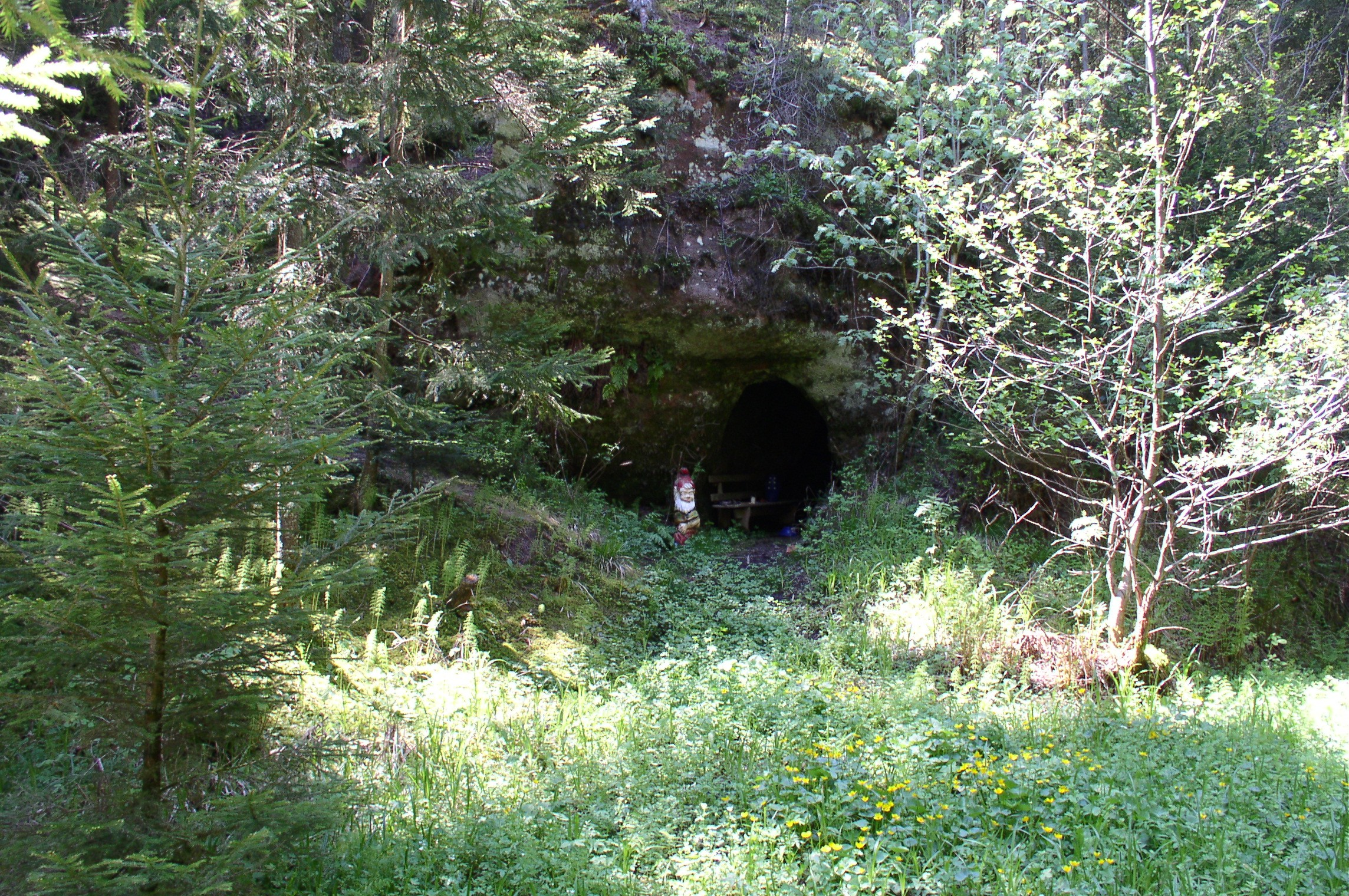
ゲッツェンロッホ

ゲッツェンロッホ（しばしば「ホーラー・シュタイン」とも呼ばれる）は、浸食によって形成された洞窟である。この洞窟は、ルッパーツホーフェンの東約 2.5 km の、ゲッツェバッハタールの横谷に位置している。これは柔らかい砂岩に開いた小さな洞窟である。この洞窟は硬い砂岩の堤の下にあった柔らかい砂岩が浸食され、洞窟の窪みが形成された。深さ 4 m ほどの洞窟の終点に小さな湧き水がある。これがこの洞窟を造ったものと推測されている。ゲッツェンロッホは、ルッパーツホーフェンからゲッツェンバッハの堰止め湖にいたる「緑の小径自転車道 - ラインタールとフリッケンホーファー・ヘーエ周遊路」の近くに位置している。この洞窟は、本郡で最も古い自然保護文化財の一つである。

### スポーツ
2004年から「緑の小径自転車道 - ラインタールとフリッケンホーファー・ヘーエ周遊路」が設けられている。この自転車道は、全部で6つの周回コースに分けられ、それぞれに中間休憩所が設けられている。緑の小径に沿って、約 50枚の案内板が設置されている。中心となる出発点は、ルッパーツホーフェンのオストアルプ職業訓練所またはスポーツ広場である。
全長 147 km の自転車道「イディリッシェ・シュトラーセ」（牧歌街道）はエシャッハから来て、トノルツブロン、ヘーニヒ、ビルケンローエを通って町内を貫いている。
ヤーコプスベルクの近くに射弓障害コース・ザウリーア＝パルクがある。この射弓障害コースには、50の的があり、それぞれ 10個の的がある4つのゾーン、「猫の森」、「クロコダイルの川」、「恐竜公園」、「熊の山」に分かれている。他の10個の的は、射弓ステーション沿いの緑の平地にある。

### 年中行事
4月の第1日曜日に「ケッペレスレース」が開催される。2年間の中断の後、2011年に第11回のケッペレスレースが行われた。レースは、年齢別、コース別に行われた。最も長いコールは 10 km 以上である。

## 経済と社会資本
ルッパーツホーフェンは典型的なベッドタウンである。この町には約 200人分の雇用があるが、600人以上が町外で収入を得ている。

### 地元企業
パーリング・ケーブル製造 GmbHは2007年に、バーデン＝ヴュルテンベルク州の食物および地方省による地方発展プログラム (ELR) において、ELR-プロジェクト月間賞を受賞した。

### 教育
ルッパーツホーフェンには基礎課程学校 1校ある。最寄りの本課程学校はムートランゲンに、実科学校はラインツェルとムートランゲンにある。さらに上級の学校はシュヴェービッシュ・グミュントにある。
ルッパーツホーフェンは、ユーゲントヒルフェ・ルッパーツホーフェン e.V. のオストアルプ職業訓練所の所在地である。ここは、自立の過程にある若者に対し、職業生活に付き添い、支援することに集中している。2010年10月、この施設は創立60周年を祝った。

## 人物

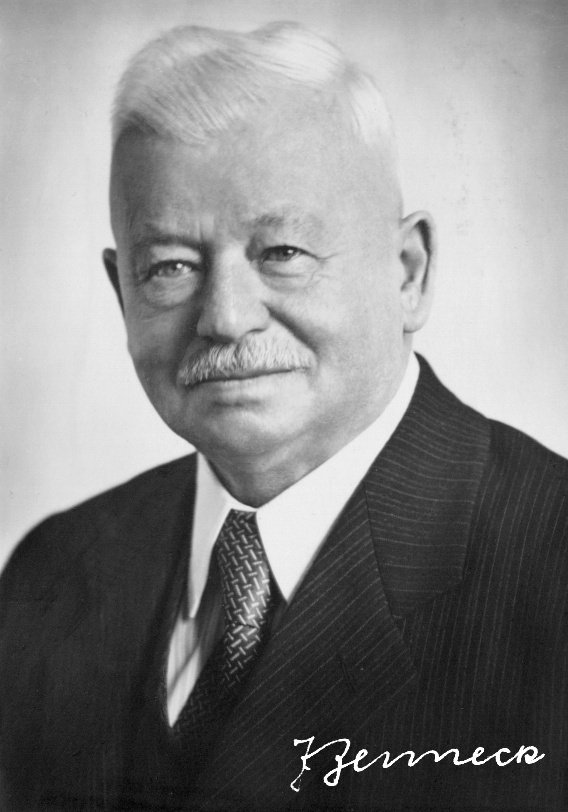
ヨーナタン・ツェネック

### 出身者
- ヨーナタン・ツェネック（ドイツ語版、英語版）（1871年 - 1959年）物理学者、電子工学エンジニア[6]

## 訳注
1. ↑  ドイツ語: Schultheißerei。Schultheiß は村の長を意味し、その管轄下にある地域を Schultheißerei と呼んだ。